# Tiebas-Muruarte de Reta
Tiebas-Muruarte de Reta är en kommun i Spanien.   Den ligger i provinsen Provincia de Navarra och regionen Navarra, i den nordöstra delen av landet, 300 km nordost om huvudstaden Madrid. Antalet invånare är 659. Arean är 21,7 kvadratkilometer.
Terrängen i Tiebas-Muruarte de Reta är kuperad österut, men västerut är den platt.